# Malcom Kyeyune
Malcom Tamale Kyeyune [ʃɛ'juːnɛ], född 19 december 1987 i Ålidhem i Umeå är en svensk skribent. Han har skrivit i bland annat Göteborgs-Posten, Fokus, Dagens Samhälle, Kvartal och Aftonbladet Kultur.
Sedan 2012 driver han bloggen Power & Politics. Han ingick mellan 2020-2022 i förtroenderådet för den konservativa tankesmedjan Oikos.

## Biografi
Kyeyune var en tid under det tidiga 2010-talet aktiv i Ung Vänster och distriktsordförande för förbundet i Uppsala län. Han blev utesluten 2014 i samband med en konflikt där han och andra medlemmar anklagades för att uttrycka stöd för den vänsterextrema organisationen Revolutionära fronten. En av dessa var Markus Allard, med vilken han sedan 2015 driver podcasten Markus och Malcom.
Malcom Kyeyune var fram till 2017 redaktions- och styrelsemedlem i tidningen Folket i Bild/Kulturfront. Han medverkade tidigare även i tidningen Arbetaren. 2017 blev han fast krönikör på Göteborgs-Postens ledarsida.
År 2020 var han med och grundade tankesmedjan Oikos. Han stod listad som en del av styrelsen fram till mars 2024, då hans namn togs bort från hemsidan. Detta skedde efter att det framkommit att han spridit material från ett anonymt Twitterkonto som Svenska kommittén mot antisemitism och Expo ansåg vara grovt antisemitiskt. Både Kyeyune och Mattias Karlsson förklarade att deras samarbete hade avslutats redan två år tidigare, men att de hade glömt att uppdatera hemsidan.
Under 2020-talet har han i huvudsak skrivit för engelskspråkiga medier som Compact och Unherd.

## Ideologi
I samband med Kyeyunes deltagande i Oikos har han omnämnts som konservativ. Själv beskriver han sig som kommunist och marxist. Han har förespråkat populism som politisk doktrin, vilket han definierar som att "satsa sina pengar på att det går att lämna politiska avgöranden till vanligt folk".
Han är medlem i Örebropartiet.

## Privatliv
Kyeyune är bror till Expressens biträdande kulturchef Valerie Kyeyune Backström.[källa behövs]